# Nova Esperança do Sudoeste
Nova Esperança do Sudoeste est une municipalité brésilienne située dans l'État du Paraná.